# Continental Basketball Association
A Continental Basketball Association é considerada a mais antiga liga profissional de basquetebol do mundo.
Criada em 23 de Abril de 1946, a liga sempre teve equipes inferiores. Teve um rombo bancário de US$ 5 milhões em 2000, logo após a NBA anunciar que criaria sua própria liga de formação, acabando com os $2 milhões anuais que repassava anualmente para a CBA. Entre 2002 e 2003, começou a fazer transmissões ao vivo em HD. Em 2003, foi a primeira vez que a CBA fez uma transmissão ao vivo via internet. Desde 2009 a liga tem sofrido com poucos participantes e com um futuro incerto. 